# Lockhart (Alabama)
Lockhart è un comune di 548 abitanti degli Stati Uniti d'America situato nella contea di Covington dello Stato dell'Alabama.